# Grand Prix Emanuel Feuermann
Le Grand Prix Emanuel Feuermann est un concours international de violoncelle, nommé en mémoire du violoncelliste Emanuel Feuermann (né le 22 novembre 1902 à Kolomya, aujourd'hui en Ukraine et mort le 25 mai 1942 à New York). Il est organisé depuis 2002 à Berlin en Allemagne par l'Académie Kronberg et l'université des arts de Berlin (BeUdKrlin).

## Histoire
Le prix est décerné la première fois en 2002, l'année du centenaire de la naissance de Emmanuel Feuermann. Il est remis en principe tous les 4 ans.

## Lauréats
- 2002
  - Danjulo Ishizaka
- 2006
  - Giorgi Kharadze[2]
- 2010
  - Alexander Buzlov, Russie[2]
- 2014
  - Aurélien Pascal, France[2]
- 2022 (Novembre). Le concours de 2020 est déplacé à cause du Covid-19[2]